# Thomas Wüppesahl

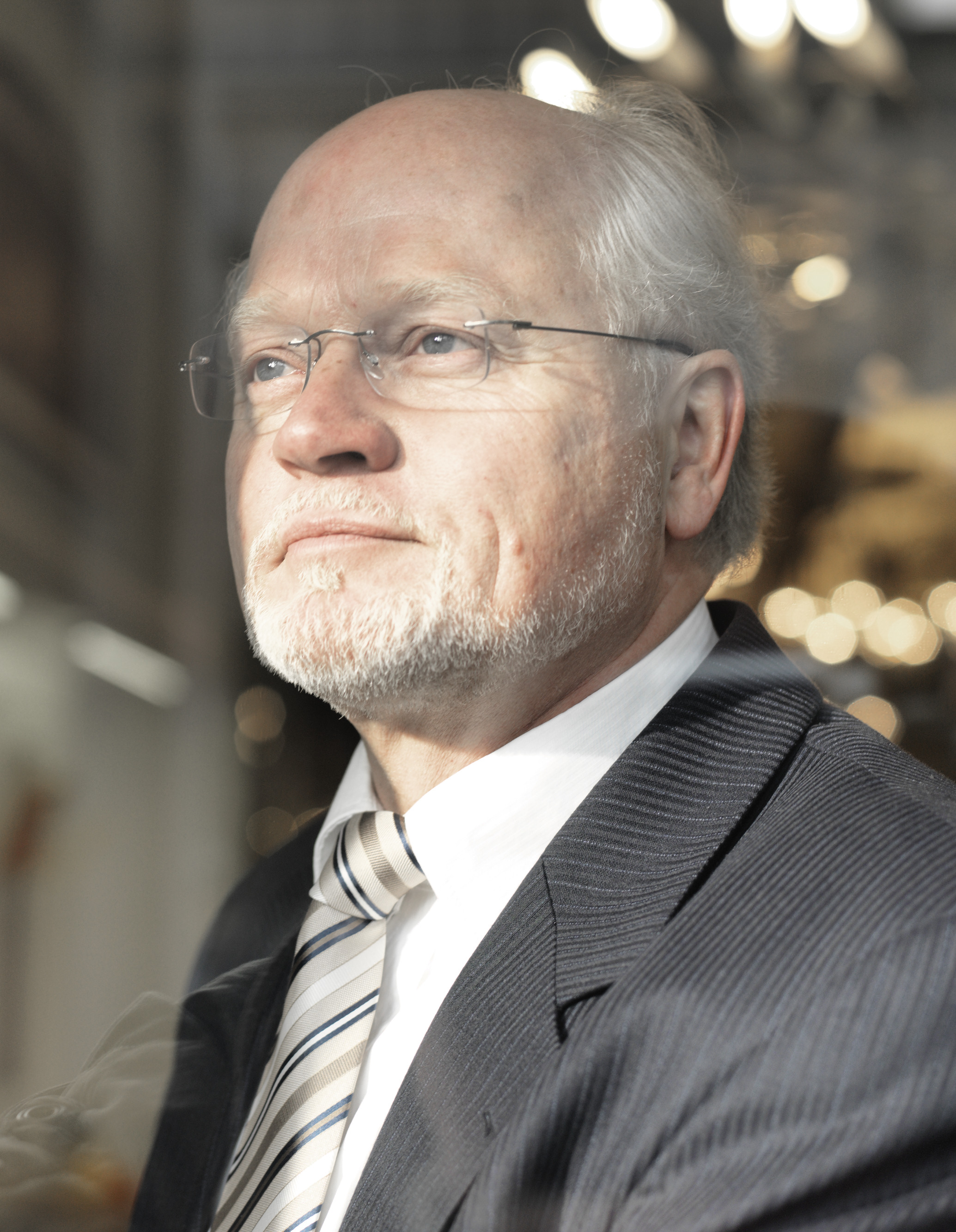
Thomas Wüppesahl (2012)

Thomas Wüppesahl (* 9. Juli 1955 in Hamburg) ist ein deutscher, wegen einer strafrechtlichen Verurteilung aus dem Polizeidienst entlassener Kriminalbeamter und ehemaliger Politiker (bis 1987 Die Grünen). Er ist Gründungsmitglied und Pressesprecher der kritischen Polizisten. Er war von 1987 bis 1990 Bundestagsabgeordneter. Er wurde 2004 verhaftet und wegen der Vorbereitung und des Versuchs der Beteiligung an einem Raubmord sowie des Verstoßes gegen das Waffengesetz zu einer Freiheitsstrafe von viereinhalb Jahren verurteilt.

## Ausbildung und Beruf
Wüppesahl kam im Oktober 1971 im Alter von 16 Jahren zur Hamburger Polizei. Nachdem er 1974 die Ausbildung zum Polizeivollzugsbeamten im mittleren Dienst beendet hatte, absolvierte er 1977 den einjährigen Kriminalbeamtenanwärterlehrgang.
Im Jahre 1985 erhielt Wüppesahl die Zulassung zum Studium an der Fachhochschule für öffentliche Verwaltung im Fachbereich Polizei FHÖV/P (Studiengruppe 10/85/1). Die Fachhochschulstudenten wählten ihn für das Akademische Jahr 1986/87 zum Studentensprecher des Fachbereichs. 1987 wurde Wüppesahl in den Bundestag gewählt. Zu diesem Zweck wurde er als Polizist beurlaubt und musste auch sein Fachhochschulstudium nach dem dritten Semester unterbrechen. Den Studienabschluss zum Diplom-Verwaltungswirt (FH) erwarb er im November 1994. Nach dem erfolgreichen Besuch weiterer Lehrgänge wurde er Wirtschaftskriminalist im Landeskriminalamt Hamburg. Zudem wurde er Vertrauensmann der Gewerkschaft der Polizei.
Von 1987 bis 1990 war Wüppesahl Mitglied des Deutschen Bundestages.
Nach dem rechtswidrigen Polizeieinsatz bei einer Demonstration gegen die Kernenergie, die als Hamburger Kessel bekannt wurde, gründete Wüppesahl 1987 mit anderen Polizeibeamten die Bundesarbeitsgemeinschaft kritischer Polizistinnen und Polizisten in Hamburg. Seit 1998 ist Wüppesahl Sprecher des Vereins.
Wüppesahl vollendete Ausbildungen als Mediator und Systemischer Coach mit zusätzlicher Fachausbildung Wirtschaftsmediation. Er war als Wirtschafts- und Politikberater und Privatermittler mit Schwerpunkt Wirtschaftskriminalität tätig.

## Engagement gegen die Kernenergie
Wüppesahl engagierte sich ab 1975 im Verein „Bürgerinitiative Umweltschutz Oberelbe“ in Verbindung mit „Verein zur Förderung juristischer Schritte gegen das Kernkraftwerk Krümmel“ gegen das Kernkraftwerk Krümmel. Wüppesahl klagte mit dem Mediziner Jens Mulzer unter anderem gegen das Sozialministerium in Kiel, das die Atomaufsicht in Schleswig-Holstein ausübte, gegen die Hamburgische Electricitäts-Werke und PreussenElektra gegen den Bau und die Inbetriebnahme und insbesondere gegen 14 von 16 Teilerrichtungsgenehmigungsbescheide.

## Partei

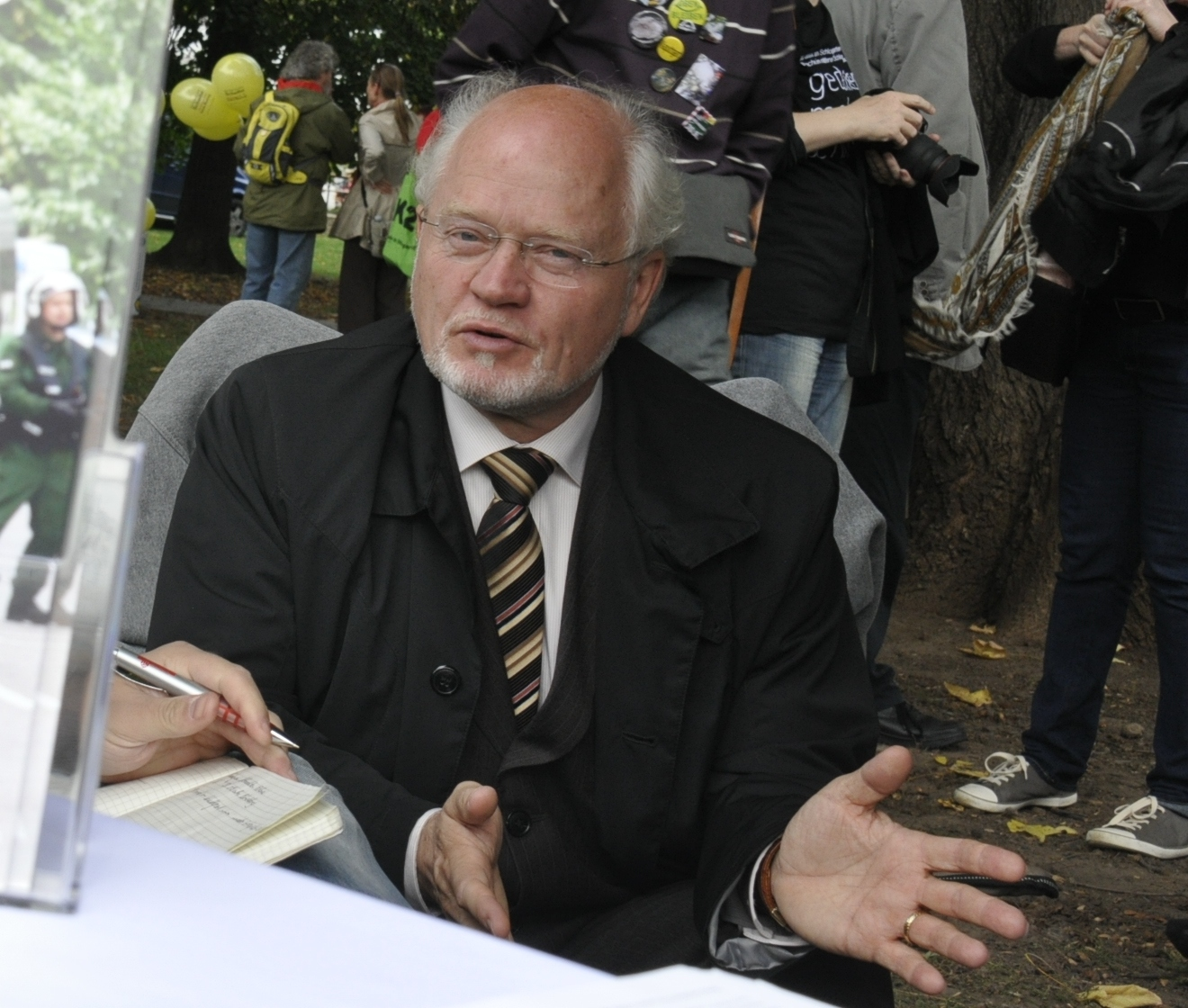
Wüppesahl, 2012

Wüppesahl wurde 1978 Mitglied einer grünen Gruppe, später Grün-Alternative Liste, in Hamburg. Er gründete zu den Kommunalwahlen 1982 zwei grüne Wählergemeinschaften für die Ratsversammlung in Geesthacht und den Kreistag des Kreises Herzogtum Lauenburg.
Im Jahr 1986 wurde er in das Präsidium des Landeshauptausschusses des grünen Landesverbandes in Schleswig-Holstein gewählt. In den Jahren 1986 bis 1987 organisierte er eine Kampagne gegen Missstände im Johanniter-Krankenhaus Geesthacht; die Strafanzeigen gegen ihn führten zur Bestätigung der Missstände. Am 31. Mai 1987 trat er wegen interner Streitigkeiten aus der Partei aus.
Wüppesahl zählt insbesondere zu den Kritikern der Veränderung der Programmatik von Bündnis 90/Die Grünen.

## Abgeordneter
Von 1982 bis 1986 gehörte Wüppesahl der Ratsversammlung von Geesthacht, Schleswig-Holstein, sowie dem Kreistag des Herzogtums Lauenburg in Ratzeburg an. Im Kreistag war er für zwei Jahre Fraktionsvorsitzender. Als Ratsherr von Geesthacht klagte er vor dem Verwaltungsgericht Schleswig gegen die Geschäftsordnung der Ratsversammlung und bekam in zwei von drei Klagepunkten Recht: die Begrenzung auf höchstens zwei Anträge und zwei Anfragen pro Sitzung und die Begrenzung der schriftlichen Antragsbegründungen auf maximal eine DIN-A-4-Seite beeinträchtigten Rechte und Pflichten eines Gemeindeparlamentariers und seien daher rechtswidrig; hingegen sei eine Redezeitbegrenzung rechtmäßig, so 1985 die Schleswiger Richter.
Nach der Bundestagswahl 1987 zog er über die Landesliste der Grünen von Schleswig-Holstein in den Deutschen Bundestag ein. Nachdem er im Mai 1987 aus der Partei ausgetreten war, wurde er am 26. Januar 1988 aus der Bundestagsfraktion Die Grünen ausgeschlossen. Dadurch verlor er neben seiner Funktion als innenpolitischer Sprecher der Fraktion auch seine Sitze in den Ausschüssen.
Deswegen führte Wüppesahl vor dem Bundesverfassungsgericht ein Organstreitverfahren, bei dem Antragsgegner sowohl der Deutsche Bundestag als auch die Bundestagspräsidentin und die grüne Bundestagsfraktion waren. Das Bundesverfassungsgericht entschied im Wüppesahl-Urteil, dass die Verwehrung der Mitgliedschaft in einem Ausschuss mit Rede- und Antragsrecht (aber ohne Stimmrecht) sowie der völlige Ausschluss von Einflussnahmen auf das Gesetzgebungsverfahren gegen das Recht des Abgeordneten aus Art. 38 Abs. 1 Satz 2 GG verstoße.
Wüppesahl war bis zum Ende der 11. Wahlperiode 1990 Mitglied des Deutschen Bundestages. Er gehört mit 113 Redebeiträgen in der 11. Wahlperiode zu den aktivsten Abgeordneten in der Geschichte des Bundestags. Bundestagsdrucksachen und Plenarprotokolle machen seine „Präsenz und Teilhabe offenbar“. Im Februar 1990 kritisierte Wüppesahl im Bundestag die Methodik der Deutschen Wiedervereinigung „mit der völligen Beseitigung jeglicher Einflußmöglichkeiten der Menschen in der DDR auf den Ablauf dieses Vorgangs.“ Die Zeitschrift Titanic würdigte Wüppesahl 1991 als „den letzten Parlamentarier“. Zum Festakt des 60. Jahrestags des Bundestags im September 2009 eingeladen, wurde Wüppesahl in der Frankfurter Allgemeinen Zeitung als der Abgeordnete vorgestellt, der „vom Recht eines fraktionslosen Abgeordneten ausgiebig Gebrauch gemacht hatte, zu jedem Tagesordnungspunkt einer Bundestagssitzung sprechen zu dürfen.“

## Verfahren und Verurteilungen
Ende 1999 wurde Wüppesahl wegen des Verdachts des Aktendiebstahls und Verwahrungsbruchs für rund ein Jahr vom Dienst an der OK-Dienststelle für Kfz-Hehlerei und betrügerische Verkehrsunfälle des LKA Hamburg suspendiert und im September 2000 vom Amtsgericht Hamburg-Altona freigesprochen.
Am 10. Mai 2004 wurde Wüppesahl vom Landgericht Hamburg wegen Nötigung, Körperverletzung und Verfolgung Unschuldiger zu einer siebenmonatigen Haftstrafe verurteilt. Das Hanseatische Oberlandesgericht in Hamburg hob das Urteil am 20. Dezember 2004 auf und verwies die Sache zu neuer Verhandlung und Entscheidung – auch über die Kosten der Revision – an eine andere Kleine Strafkammer des Landgerichts Hamburg zurück.
Am 25. Oktober 2004 wurde Wüppesahl wegen des Verdachts der Vorbereitung einer Straftat verhaftet. Informant und Hauptbelastungszeuge der Staatsanwaltschaft war ein ehemaliger Polizist und Kollege Wüppesahls, der ebenfalls Mitglied der Kritischen Polizisten war. Dieser besorgte Wüppesahl zum Schein eine unbrauchbar gemachte Pistole aus Polizeibeständen und ein Fleischerbeil. Damit sollte ein Überfall auf einen Geldtransport durchgeführt werden. Dabei sollte der Geldbote erschossen und diesem dann die Hand abgehackt werden, um an den Geldkoffer zu kommen. Die Festnahme fand bei der Übergabe des Beils in der Wohnung des ehemaligen Polizisten statt.
Die Prozesseröffnung fand am 4. März 2005 statt. Der Hauptbelastungszeuge sagte aus, Wüppesahl habe ihn im September 2004 für den Überfall gewinnen wollen. Wüppesahl führte an, er habe die Planung lediglich als „undurchführbares Gedankenspiel“ ersonnen. Er habe die Vorbereitung nur zum Schein mitgetragen, um seinen ehemaligen Kollegen als Spitzel der Polizei zu entlarven und eine Bespitzelung und Racheaktion der Hamburger Justiz wegen seiner unbequemen Tätigkeiten zu beweisen. Wahlverteidiger war Uwe Maeffert. Das Landgericht Hamburg verurteilte Wüppesahl am 7. Juli 2005 wegen der Vorbereitung und Versuchs der Beteiligung an einem Raubmord und Verstoßes gegen das Waffengesetz zu einer Freiheitsstrafe von viereinhalb Jahren. Nach der zurückgewiesenen Revision wurde das Urteil rechtskräftig. Er wurde daraufhin aus dem Polizeidienst entlassen und verlor damit auch seine Pensionsansprüche aus seiner Zeit als Polizist.

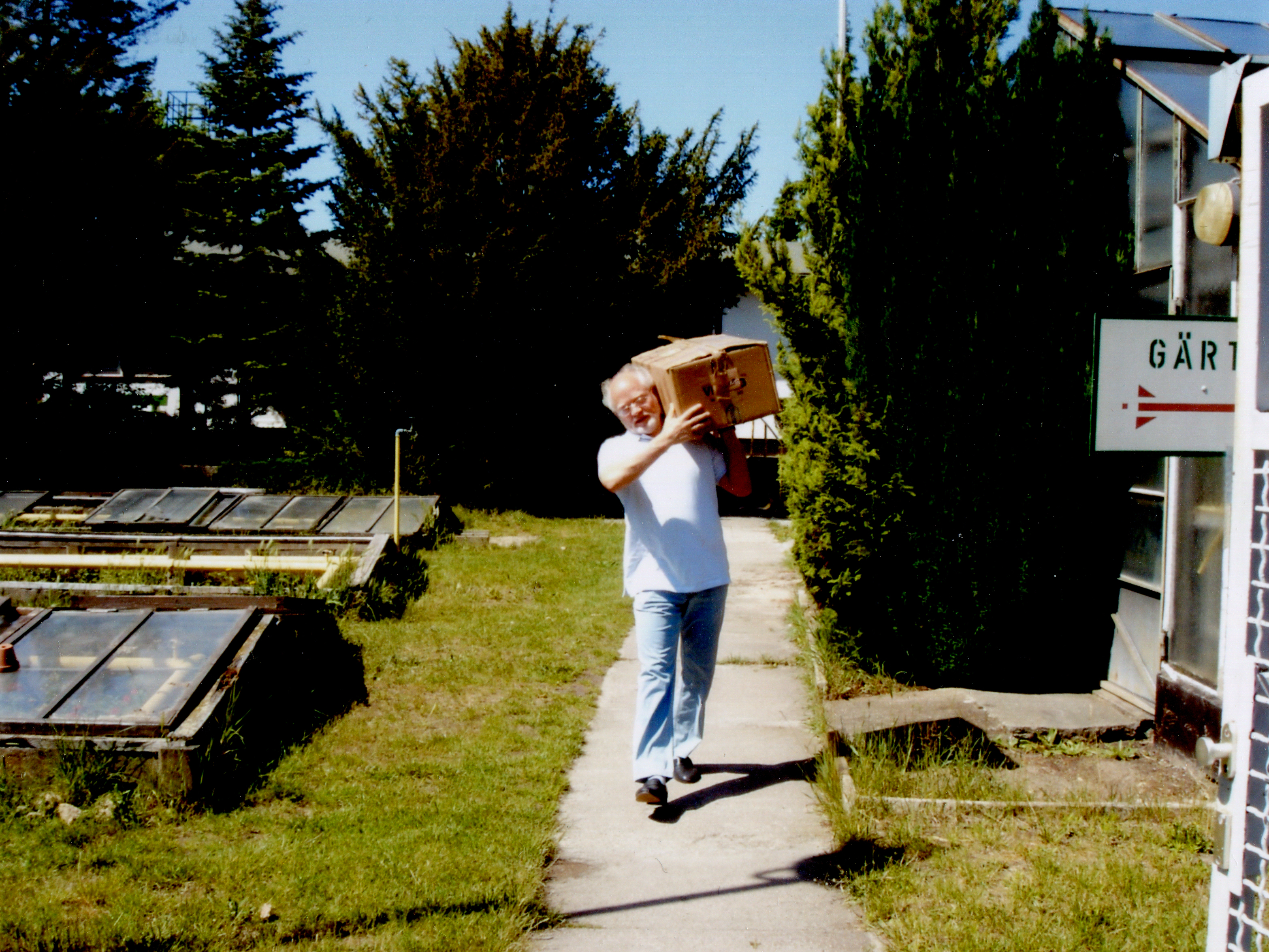
Wüppesahl in der JVA Düppel, Mai 2007

Wüppesahl wurde in verschiedenen Haftanstalten untergebracht, zunächst etwa 17 Monate in der Untersuchungshaftanstalt Hamburg, dann in der Justizvollzugsanstalt Billwerder in Hamburg. Wenige Tage später, am 6. Dezember 2006, wurde Wüppesahl nach der Bedrohung durch Mithäftlinge in die Justizvollzugsanstalt Tegel in Berlin verlegt. Am 8. Mai 2007 wurde er in die Justizvollzugsanstalt Düppel und den offenen Vollzug verlegt. Am 22. Oktober 2007 wurde er nach Verbüßung von zwei Dritteln der Haftstrafe entlassen. Wüppesahl reichte am 27. Dezember 2006 am Europäischen Gerichtshof für Menschenrechte Klage gegen seine Verurteilung ein. Der Antrag wurde im Dezember 2010 als unzulässig abgewiesen.
Bei den Bürgermeisterwahlen seiner Heimatstadt Geesthacht konnte Wüppesahl im Dezember 2009 nicht kandidieren, weil jemand, der wegen eines Verbrechens zu einer Freiheitsstrafe von mindestens einem Jahr verurteilt wurde, für die Dauer von fünf Jahren die Fähigkeit verliert, öffentliche Ämter zu bekleiden und Rechte aus öffentlichen Wahlen zu erlangen (§ 45 StGB). Sein Gnadengesuch wurde vom Justizamt Hamburg abgelehnt.

## Ermittlungen gegen Imtech Deutschland
Die niederländische Tageszeitung De Telegraaf identifizierte Thomas Wüppesahl als den offiziell als „Mr. Y“ bezeichneten Kriminalisten, der 2011 beauftragt wurde, Korruptionsvorwürfen innerhalb des Unternehmens Imtech Deutschland im Zusammenhang mit dem Bau des Deutsche-Bank-Hochhauses in Frankfurt am Main nachzugehen. Er warnte vor „Mafia-Strukturen“ im Unternehmen und belastete den Manager Klaus Betz. Imtech sah zunächst keinen Anlass, aus den Ermittlungen Konsequenzen zu ziehen, und erteilte dem Ermittler Hausverbot. Als der Umfang der Korruption im Frühjahr 2013 bekannt wurde, stürzte der Börsenwert des Unternehmens um eine Milliarde Euro. Im Jahr 2015 folgte die Insolvenz.

## Querdenker-Bewegung und russischer Überfall auf die Ukraine
Wüppesahl trat als Redner mit populistischer Kritik an den Schutzmaßnahmen zur COVID-19-Pandemie in Deutschland bei sogenannten Querdenker-Veranstaltungen auf. Außerdem veröffentlichte die Website der Bundesarbeitsgemeinschaft kritischer Polizistinnen und Polizisten Berichte darüber, dass es sich bei der Besetzung der Treppen des Reichstags bei der Demonstration am 29. August 2020 um eine staatliche Inszenierung gehandelt habe. Wüppesahl ist Bundessprecher des Vereins.
Hinsichtlich des Russischen Überfalls auf die Ukraine forderte Wüppesahl im Namen des Verbands am 2. März 2022 die Kapitulation der Ukraine.